# (36) Atalante
(36) Atalante ist ein Asteroid des mittleren Hauptgürtels, der am 5. Oktober 1855 vom deutsch-französischen Astronomen Hermann Mayer Salomon Goldschmidt in Paris entdeckt wurde.
Der Asteroid wurde benannt nach Atalante, einer jungfräulichen Jägerin aus Arkadien. Hippomenes gewann ihre Hand, indem er sie in einem Wettrennen dadurch besiegte, dass er drei goldene Äpfel fallen ließ, die ihm Aphrodite gegeben hatte. Die Benennung erfolgte durch den französischen Astronomen Urbain Le Verrier.

## Wissenschaftliche Auswertung
Mit Daten radiometrischer Beobachtungen im Infraroten am Kitt-Peak-Nationalobservatorium in Arizona vom März 1975 wurden für (36) Atalante erstmals Werte für den Durchmesser und die Albedo von 118 km und 0,02 bestimmt. Aus Ergebnissen der IRAS Minor Planet Survey (IMPS) wurden 1992 Angaben zu Durchmesser und Albedo für zahlreiche Asteroiden abgeleitet, darunter auch (36) Atalante, für die damals Werte von 105,6 km bzw. 0,07 erhalten wurden. Radarastronomische Untersuchungen am Arecibo-Observatorium vom 5. bis 12. Oktober 2001 bei 2,38 GHz ergaben einen effektiven Durchmesser von 103 ± 11 km. Eine Auswertung von Beobachtungen durch das Projekt NEOWISE im nahen Infrarot führte 2011 zu vorläufigen Werten für den Durchmesser und die Albedo im sichtbaren Bereich von 103,0 km bzw. 0,07. Nach neuen Messungen mit NEOWISE wurden die Werte 2012 auf 129,3 km bzw. 0,03 korrigiert. Nach der Reaktivierung von NEOWISE im Jahr 2013 und Registrierung neuer Daten wurden die Werte 2015 zunächst mit 92,3 oder 102,4 km bzw. 0,05 oder 0,06 angegeben und dann 2016 korrigiert zu 107,8 km bzw. 0,06. Alle Angaben von NEOWISE beinhalten aber hohe Unsicherheiten. Mit einer Auswertung von zwei Sternbedeckungen durch den Asteroiden konnte in einer Untersuchung von 2020 ein mittlerer Durchmesser von 108,0 ± 5,0 km bestimmt werden.

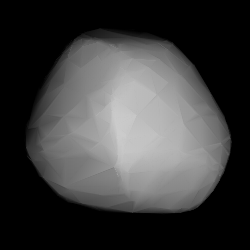
Berechnetes 3D-Modell von (36) Atalante

Photometrische Beobachtungen von (36) Atalante fanden erstmals statt vom 30. August bis 3. September 1978 am Table Mountain Observatory in Kalifornien. Aus der in drei Nächten aufgezeichneten Lichtkurve konnte ein eindeutiger Wert für die Rotationsperiode von 9,93 h bestimmt werden. Auch bei kurz darauf stattfindenden Beobachtungen vom 28. bis 30. September 1978 am La-Silla-Observatorium in Chile, bei Messungen am 6. und 10. Januar 1984 am Osservatorio Astronomico di Torino in Italien. sowie bei Beobachtungen vom 10. bis 13. März 2007 am Via Capote Observatory in Kalifornien konnte exakt dieselbe Periode abgeleitet werden. Aus Messungen vom 27. Februar bis 2. März 2007 am Palmer Divide Observatory in Colorado wurde eine Rotationsperiode von 9,9280 h bestimmt.
Die Auswertung von 30 vorliegenden Lichtkurven und zusätzlichen Daten der Lowell Photometric Database führte in einer Untersuchung von 2016 zur Erstellung eines dreidimensionalen Gestaltmodells des Asteroiden für zwei alternative Positionen der Rotationsachse mit retrograder Rotation und einer Periode von 9,92692 h.
Zwischen 2012 und 2018 wurden mit der All-Sky Automated Survey for Supernovae (ASAS-SN) auch photometrische Daten von 20.000 Asteroiden aufgezeichnet. Auf mehr als 5000 davon konnte erfolgreich die Methode der konvexen Inversion angewendet werden, darunter auch (36) Atalante, für die in einer Untersuchung von 2021 ein verbessertes dreidimensionales Gestaltmodell für zwei alternative Rotationsachsen, eine mit prograder und eine mit retrograder Rotation, sowie eine Periode von 9,9269 h berechnet wurde.
Abschätzungen von Masse und Dichte für den Asteroiden (36) Atalante aufgrund von gravitativen Beeinflussungen auf Testkörper ergaben in einer Untersuchung von 2012 eine Masse von etwa 4,32·1018 kg, was mit einem angenommenen Durchmesser von etwa 110 km zu einer Dichte von 6,17 g/cm³ führte bei keiner Porosität. Diese Werte besitzen aber eine hohe Unsicherheit im Bereich von ±88 %.